# Рік Кері
Рік Кері (англ. Rick Carey, 13 березня 1963) — американський плавець.
Олімпійський чемпіон 1984 року.
Чемпіон світу з водних видів спорту 1982 року.
Переможець Пантихоокеанського чемпіонату з плавання 1985 року.
Переможець Панамериканських ігор 1983 року.